# Лауденбах (Доња Франконија)
Лауденбах (њем. Laudenbach) град је у њемачкој савезној држави Баварска. Једно је од 32 општинска средишта округа Милтенберг. Према процјени из 2010. у граду је живјело 1.369 становника. Посједује регионалну шифру (AGS) 9676135.

## Географски и демографски подаци
Лауденбах се налази у савезној држави Баварска у округу Милтенберг. Град се налази на надморској висини од 127 метара. Површина општине износи 4,9 km². У самом граду је, према процјени из 2010. године, живјело 1.369 становника. Просјечна густина становништва износи 277 становника/km².